# Claudio Borghi (politico)
Claudio Borghi (Milano, 6 giugno 1970) è un politico italiano, deputato per la Lega per Salvini Premier dal 2018 fino al 2022, successivamente senatore. Firma i suoi saggi come Claudio Borghi Aquilini.

## Biografia
Nato a Milano, ha frequentato il liceo scientifico Banfi di Vimercate e ha lavorato sin da ragazzo nel campo dei mercati finanziari, iniziando la sua carriera a 19 anni presso uno studio di agenti di cambio di Milano per poi passare in Deutsche Bank, quindi a Merrill Lynch e infine tornando di nuovo in Deutsche Bank dove raggiunge il grado di managing director nel 2006. Come studente-lavoratore si è laureato a trent'anni in scienze economiche e bancarie, frequentando i corsi serali dell'Università Cattolica del Sacro Cuore di Milano e vincendo il Premio Agostino Gemelli come migliore laureato del suo corso di laurea.

### Insegnamento e interesse per il mercato dell'arte
Nel 2009 si ritira dal lavoro dei mercati finanziari dedicandosi all'insegnamento, come docente a contratto di economia degli intermediari finanziari, economia delle aziende di credito ed economia dell'arte presso l'Università Cattolica del Sacro Cuore. Ha insegnato in corsi master presso la LUISS di Roma e l'Istituto Europeo di Design (IED) di Venezia. Giornalista pubblicista dal 2010, è stato per anni editorialista economico per il Giornale.
Nel 2011 è stato tra i promotori di ShTArt - Manifesto del collezionismo 2.0 e nel 2013 ha pubblicato il libro Investire nell'arte, edito da Sperling & Kupfer.

## La posizione critica sulla moneta unica
Insieme ad Alberto Bagnai, Borghi è emerso come uno dei più noti oppositori alla moneta unica.
Nel 2013 ha partecipato alla stesura dello European Solidarity Manifesto, una delle prime proposte pubbliche di segmentazione controllata dell'Eurozona.
Nel 2014 per conto della Lega Nord e Matteo Salvini scrive un manuale intitolato Basta Euro.

## Attività politica

### 2014-2017: prime candidature
In occasione delle elezioni europee del 2014, viene candidato dalla Lega al Parlamento europeo, ottenendo 13 255 preferenze in Italia nord-occidentale e 2 866 preferenze in Italia centrale, non risultando eletto in nessuna delle due circoscrizioni. Nell'ottobre 2014 viene nominato responsabile economico del partito e abbandona quindi l'attività di insegnamento per dedicarsi a tempo pieno alla politica.
Viene candidato come presidente della Regione Toscana nelle elezioni regionali in Toscana del 2015, sostenuto dalla Lega e da Fratelli d'Italia: ottiene il 20,0%, giungendo secondo dietro a Enrico Rossi e venendo così eletto consigliere regionale. Il 30 giugno 2015 viene eletto Portavoce dell'opposizione in Consiglio Regionale.

### Consigliere comunale a Como
Tra le cariche elettive che ha ricoperto, Borghi nel 2017 viene eletto consigliere comunale a Como.. Frutto della sua passione per l'arte contemporanea, il principale risultato della sua attività è la realizzazione del Museo del Razionalismo italiano nell'ex Casa del Fascio progettata da Giuseppe Terragni. A tale scopo, ha proposto un emendamento in commissione bilancio, poi approvato, in cui venne stabilito lo stanziamento di oltre un milione di euro di fondi ministeriali. 
Si ricandida alle Elezioni amministrative del 2022, ma non viene rieletto ottenendo 77 preferenze. 

### 2018-presente: elezione a deputato e senatore
Alle elezioni politiche del 2018 si candida alla Camera dei deputati, perdendo nel collegio uninominale di Siena contro il candidato del centrosinistra Pier Carlo Padoan, ma venendo comunque eletto deputato nel collegio plurinominale Toscana - 02 e anche nel collegio plurinominale Toscana - 04.
Dopo le elezioni ha fatto parte del gruppo di lavoro incaricato di stilare il contratto di governo tra Movimento 5 Stelle e Lega.
Durante la XVIII legislatura è membro della Commissione speciale per l'esame di atti del Governo e della V Commissione (Bilancio, Tesoro e Programmazione) di cui è stato eletto presidente il 21 giugno 2018 con 27 voti su 45.
Nel 2019 è l'ideatore della proposta dei minibot, ovvero titoli di Stato di piccolo taglio, simili a banconote, ipotizzati come soluzione per pagare crediti fiscali e debiti arretrati della pubblica amministrazione. Nell'agosto 2020, a poche settimane dal referendum costituzionale sul taglio del numero di parlamentari legato alla riforma avviata dal governo Conte I guidato dalla Lega assieme al Movimento 5 Stelle e concluso dal governo Conte II guidato dalla coalizione tra M5S e Partito Democratico Borghi annuncia il suo voto contrario, in dissidenza con la linea ufficiale del partito, schierato per il "Sì".
Alle elezioni politiche anticipate del 2022 viene candidato per il Senato come capolista nel collegio plurinominale della Toscana risultando eletto.
Alle elezioni europee del 2024 si candida nella circoscrizione centrale in terza posizione  ma con circa 11.000 voti si piazza sesto e non viene eletto.

## Contenzioso con la Banca d'Italia
Nel 2014 ha pagato una multa di 15.000 euro a fronte di una sanzione ricevuta da parte di Banca d'Italia per "irregolarità consistenti in carenze nell'erogazione e nel controllo del credito". L'illecito amministrativo è stato commesso in qualità di componente del Consiglio di amministrazione di Banca Arner messa sotto ispezione da Banca d'Italia nel 2013. Il 9 ottobre 2018 la sezione civile della Cassazione ha nello specifico respinto il ricorso presentato da Borghi basato sulla tesi delle disparità nel trattamento sanzionatorio degli amministratori di Banca Arner finiti nel mirino della vigilanza bancaria, confermando il verdetto della Corte di Appello di Roma del 2015, e ha anche condannato Borghi a rifondere alla Banca d'Italia 2500 euro di spese legali.
In merito, Borghi sostiene che la multa sia del tutto ingiustificata e che il giudice abbia agito nei suoi confronti in modo diverso rispetto ad altre persone coinvolte nella vicenda, riconducendo il tutto all'appartenenza del relatore a Magistratura democratica. Ha ribadito tale interpretazione quando è stato reso noto che il suo nome era comparso nella vicenda della chat dei magistrati che ha visto coinvolto l'ex presidente dell'ANM Luca Palamara.

## Vita privata
Nel settembre 1999 si è sposato con la wedding planner Giorgia Fantin.